# Litsaari
Litsaari är en ö i Finland. Den ligger i sjön Suuri Paljärvi och i kommunen Ruokolax i den ekonomiska regionen  Imatra ekonomiska region  och landskapet Södra Karelen, i den sydöstra delen av landet, 250 km nordost om huvudstaden Helsingfors. Öns area är 2,2 hektar och dess största längd är 300 meter i sydöst-nordvästlig riktning.